# École des Évelpides
L'École des Évelpides (en grec moderne : Στρατιωτική Σχολή Ευελπίδων, Stratiotikí Skholí Evelpídhon, École militaire des aspirants) est la principale académie militaire grecque.

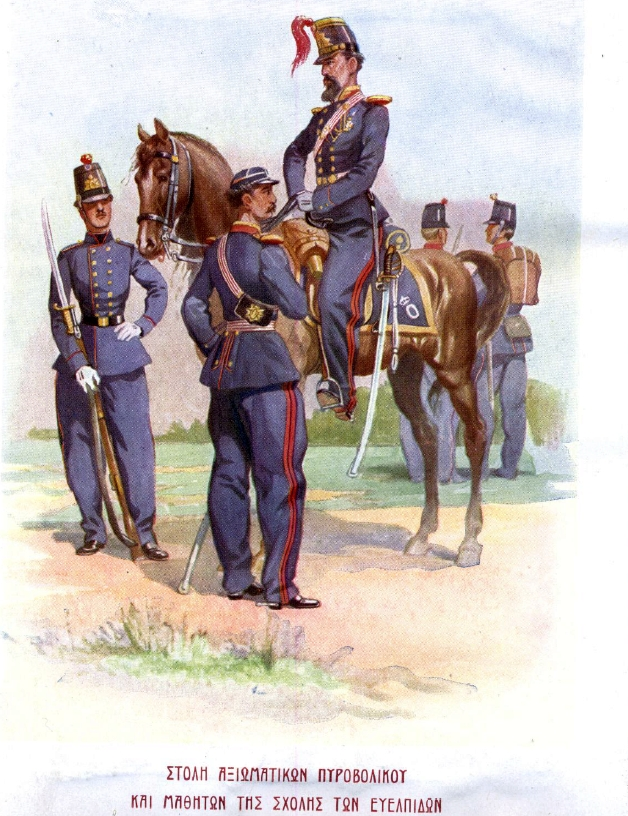
En 1880,
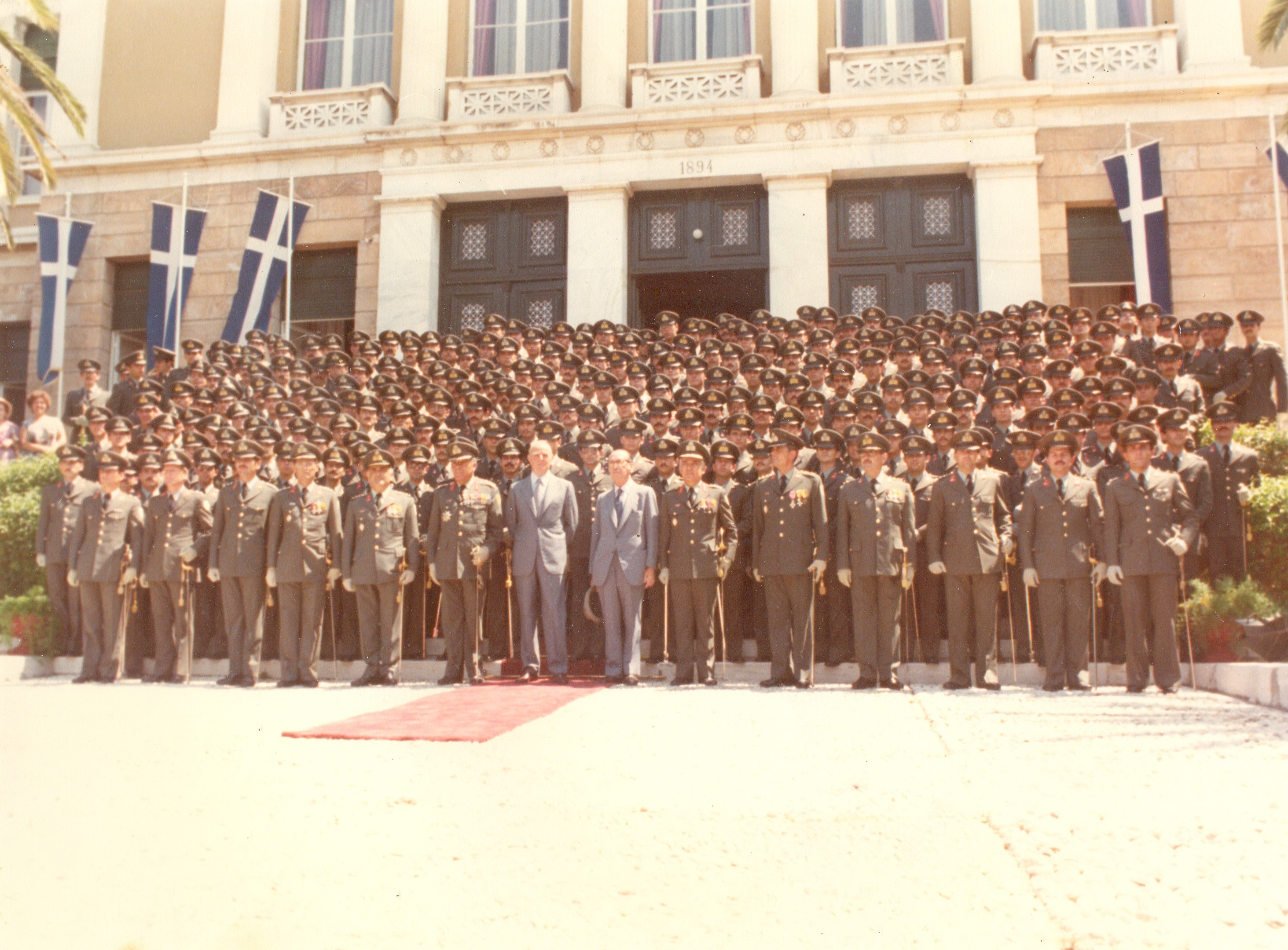
en 1981.

Fondée durant la guerre d'indépendance, en 1828, par le gouverneur de la Grèce Ioannis Kapodistrias, par le colonel Carl Wilhelm von Heideck (commandant de l’armée régulière grecque) et par le capitaine d'artillerie français Jean-Henri-Pierre-Augustin Pauzié, elle est créée sur le modèle français de l'École Polytechnique et est chargée de fournir des officiers à l’armée grecque. D’abord installée à Nauplie, l’institution est ensuite déplacée à Égine en 1834 puis au Pirée en 1837. De 1854 à 1857, l’école est installée à Athènes dans la maison construite pour la duchesse de Plaisance, bâtiment qui abrite aujourd’hui le musée byzantin et chrétien. Elle est ensuite située à Kypséli, dans des locaux offerts par l'évergète Georges Averoff. En 1982, elle déménage définitivement dans la banlieue de Vari, au sud-est d'Athènes.